# 橋本汰斗
橋本 汰斗（はしもと たいと、1991年11月1日 - ）は、日本の俳優・タレント。
兵庫県出身。デビュー時より2015年までワタナベエンターテインメントに所属、同社の若手俳優集団D-BOYSの元メンバーである。身長172cm。

## 略歴
2008年6月、「第5回D-BOYSオーディション」のファイナリストに選ばれて芸能界入りし、同年12月にD-BOYSに加入。
2015年12月、ワタナベエンターテインメント退社につきD-BOYSを卒業。
2017年5月5日からは、内海大輔、白水萌生、山下銀次と、ダンスボーカルグループ「FIZZY POP（ナチュラル炭酸）」として活動（2020年3月に卒業）。
役者・クリエイターとしてフリーで活動していたが、2023年12月、自身のSNSにて芸能活動の休止を発表した。

## 出演

### テレビドラマ
- 仮面ライダーオーズ/OOO（2010年9月 - 2011年8月、テレビ朝日） - カザリ 役
- 恋する私のベーカリー（2012年1月 - 2月、LaLaTV） - 桐生聖 役
- 非公認戦隊アキバレンジャー シーズン痛 第8話（2013年5月、BS朝日・TOKYO MX） - 隣にいた客 役
- 牙狼-GARO- -魔戒ノ花-（2014年4月 - 9月、テレビ東京） - シバタ 役
- ハンサムセンキョ (2020年10月 テレビ神奈川) - 佐原・ロイド・ジーク 役[6]

### 映画
- 仮面ライダー×仮面ライダー オーズ&ダブル feat.スカル MOVIE大戦CORE（2010年） - カザリの声 役
- 劇場版 仮面ライダーオーズ WONDERFUL 将軍と21のコアメダル（2011年） - カザリ 役

### Webドラマ
- ネット版 仮面ライダーオーズ 復活のコアメダル・序章（2022年3月13日、東映特撮ファンクラブ） - カザリ 役
- オーズ10th 仮面ライダーバース バースX誕生秘話（2022年7月3日、東映特撮ファンクラブ） - カザリ 役[7]

### オリジナルビデオ
- 仮面ライダーオーズ 10th 復活のコアメダル（2022年） - カザリ 役[8]

### 舞台
- ミュージカル テニスの王子様（2009年 - 2010年） - 不二周助 役
  - The Tresure Match 四天宝寺 feat.氷帝（2009年2月 - 3月）
  - Dream Live 6th（2009年5月）
  - The Final Match 立海 First feat.四天宝寺（2009年7月 - 10月）
  - The Final Match 立海 Second feat.The Rivals（2009年12月 - 2010年3月）
  - Dream Live 7th（2010年5月）
- D-BOYS STAGE
  - vol.3『鴉〜KARASU〜04』（2009年4月） - 久我源 役
  - 2010 trial-2『ラストゲーム』（2010年8月 - 9月） - 安部 役
  - 9th『検察側の証人 〜麻布広尾町殺人事件〜』（2011年10月 - 11月） - 片山健 役
  - 10th『淋しいマグネット』（2012年4月 - 5月） - トオル 役
  - 13th『チョンガンネ 〜おいしい人生お届けします〜』（2013年4月 - 5月） - パク・チョルジン 役[9]
  - 16th×TS ミュージカルファンデーション『GARANTIDO』（2015年5月）[10]
- *pnish* vol.12『ウエスタンモード』（2010年10月 - 11月） - アヴェリー 役
- 恋する私のベーカリー（2011年12月） - 桐生聖 役
- ALTAR BOYZ（2012年1月 - 2月） - マーク 役
- ミュージカル『ドリーム・ハイ』（2012年7月） - チョ・インソン 役
- THE ALUCARD SHOW（ジ・アルカード・ショー）（2013年8月） - ジルド 役
- 飛龍伝21 〜殺戮の秋（2013年10月） - 橋本 役[11]
- CLUB SEVEN9th stage!（2013年12月）[12]
- ちぬの誓い（2014年3月 - 4月）
- THE ALUCARD SHOW（ジ・アルカード・ショー）（2014年11月） - ジルド 役
- 舞台『WASABEATS』第3弾（2016年5月）[13]
- ミュージカル『青春-AOHARU-鉄道』
  - ミュージカル『青春-AOHARU-鉄道』2 〜信越地方よりアイをこめて〜（2016年11月） - 西武新宿線 役[14]
  - ミュージカル『青春-AOHARU-鉄道』すべての路は所沢に通ず（2019年5月） - 西武新宿線 役[15]
  - ミュージカル『青春-AOHARU-鉄道』コンサート Rails Live 2019（2019年10月） - 西武新宿線 役[16]
  - ミュージカル『青春-AOHARU-鉄道』4 〜九州遠征異常あり〜 （2021年2月） - 函館本線 役[17]
  - ミュージカル『青春-AOHARU-鉄道』〜誰が為にのぞみは走る〜（2022年8月） - 函館本線 役[18][19]
  - ミュージカル『青春-AOHARU-鉄道』5〜鉄路にラブソングを〜 （2023年6月 - 7月） - 西武新宿線 / 函館本線 役[20]
- ユースフル☆メソッド 〜再演〜（2017年4月） - 日替わりゲスト[21]
- 超！脱獄歌劇『ナンバカ』（2017年9月） - 悟空猿門 役[22]
- ミュージカル『薄桜鬼』土方歳三 篇（2018年4月 - 5月） - 大鳥圭介 役[23]
- 舞台『魔法使いの約束』 - ムル 役
  - 舞台『魔法使いの約束』第1章（2021年5月）[24]
  - 舞台『魔法使いの約束』第2章（2021年11月）[25]
  - 舞台『魔法使いの約束』第3章（2022年4月 - 5月）[26]
  - 舞台『魔法使いの約束』祝祭シリーズ Part1（2023年2月 - 3月）[27]
- Sanrio Kawaii ミュージカル『From Hello Kitty』（2021年9月） - なかよくハート 役[28]
- WBB vol.19『ウエスタンモード』（2021年12月） - アヴェリー 役[29]
- Oh My Diner 〜踊るぶんぶん狂想曲〜（2022年7月） - マイケル 役[30][31]

### ゲーム
- スーパーヒーロージェネレーション（2014年10月23日、PS3・PS Vita） - カザリ 役

## 作品

### 映像作品
- D-BOYS BOY FRIEND series vol.9『橋本汰斗 TIGHT RIZM』（2010年4月21日、ジェネオン・ユニバーサル・エンターテイメントジャパン） CLVS-1065

## 書籍

### 雑誌
- Cool-up「がむしゃらタイトルGET!」（2009年6月号 vol.21 - 、音楽専科社）